# 穗花韭
穗花韭（学名：Milula spicata）为百合科穗花韭属下的一个种。